# Sully (Saona i Loara)
Sully – miejscowość i gmina we Francji, w regionie Burgundia-Franche-Comté, w departamencie Saona i Loara.
Według danych na rok 1990 gminę zamieszkiwało 579 osób, a gęstość zaludnienia wynosiła 18 osób/km² (wśród 2044 gmin Burgundii Sully plasuje się na 403. miejscu pod względem liczby ludności, natomiast pod względem powierzchni na miejscu 144.).